# Sit de Cabanis
El sit de Cabanis (Emberiza cabanisi) és un ocell de la família dels emberízids (Emberizidae).
El nom comú i científic commemoren l'ornitòleg alemany Jean Louis Cabanis.

## Hàbitat i distribució
Habita matolls, bosc obert i sabanes a Sierra Leone, Libèria, Costa d'Ivori, Ghana, Togo, Nigèria, Burkina Faso, Camerun, República Centreafricana, Txad, nord i nord-est de la República Democràtica del Congo, Sudan del Sud, Ruanda, oest d'Uganda, el Gabon, República del Congo, sud-oest i sud de la República Democràtica del Congo i centre i nord-est d'Angola, Zàmbia, Tanzània i Malawi, cap al sud al nord i est de Zimbabwe i sud i sud-est de Moçambic.

## Taxonomia
Fou descrit per primera vegada per l'ornitòleg alemany Anton Reichenow l'any 1875.
Es reconeixen tres subespècies:
- E. c. cabanisi (Reichenow, 1875) - Guinea i Sierra Leone a l'extrem sud de Sudan i al nord-oest d'Uganda.
- E. c. cognominata (Grote, 1931) - Gabon, República Popular del Congo i Angola a Zimbàbue.
- E. c. orientalis (Shelley, 1882) - Tanzania a l'est de Zimbàbue i Moçambic.